# Francesc Mañé i Lluís
Francesc Mañé i Lluís   (Barcelona, 18 de març de 1905 - Barcelona, 23 de juny de 1972) fou un futbolista català de la dècada de 1930.
Provenia del FC Poble Nou, i comença a destacar al CE Júpiter on jugà diverses temporades. Va jugar dues temporades amb el RCD Espanyol, amb qui disputà tres partits de lliga i nou del campionat de Catalunya. Posteriorment fou jugador del FC Calella (1932-35). Jugà un partit amb Catalunya el 1929.
El 16 d'abril de 1949 fou objecte d'un homenatge amb la participació de Júpiter i Espanyol.